# Маринкович, Иосиф
Иосиф Маринкович (серб. Јосиф Маринковић; 11 октября 1851, Вранево, Банат (ныне Нови-Бечей, Средне-Банатский округ, Сербия) — 13 мая 1931, Белград) — сербский композитор, хоровой дирижёр, музыкальный педагог. Считается основоположником сербского романса.

## Биография
В 1873—1881 обучался в Пражской органной школе у З. Скугерского, в 1886—1887 годах занимался с Э. Гансликом музыкально-теоретическим предметам в Вене.
Работал в Белграде. Выступал в качестве хорового дирижёра Белградского певческого общества (1881—1887), Академического певческого общества «Обилич» (1889—1900), а также других хоровых ансамблей (Общества пения рабочих и Сербско-еврейского певческого общества и др.). Преподавал музыку и хоровое пение в сербской православной семинарии, в подготовительной школе для учителей и в мужской гимназии (1891—1924).
В 1907 году Маринкович стал членом Сербской королевской академии (ныне Сербская академия наук и искусств) .

## Творчество
Композитор-романтик с ярко выраженной склонностью к мелодичному выражению. Поборник национального Возрождения, автор многочисленных песен и хоров патриотического содержания (с фортепиано, а также a cappella, в том числе «Коло», «Эй, трубач!», «Эх, со славой умирать…» — песня, называемая сербской национальной «Марсельезой» и др.), детских песен на основе народных слов и на стихи сербских поэтов, в которых опирался на национальный музыкальный фольклор. Среди других музыкальных сочинений — симфоническая поэма «Молитва», хоровая кантата «Досифею Обрадовичу» (1911), пьесы для фортепиано и для скрипки с фортепиано, вокальные ансамбли, музыка к спектаклям драматического театра.